# Egitania
Egitania (Civitas Igaeditanorum) era el nombre dado por los suevos y visigodos a una ciudad fundada por los romanos en la actual Portugal, que se corresponde con Idanha-a-Velha. Bajo el dominio de los Flavios recibió el título de municipio. Su nombre, Egitania, se fue alterando hasta quedar en el de Idanha.

## Descripción
Esta ciudad ocupa una gran área. Las prospecciones arqueológicas metódicas se iniciaron en 1955, por los arqueólogos portugueses Fernando de Almeida y Veiga Ferreira que excavaron, fuera de las murallas, parte de un edificio que podría ser un balneario romano. De dicho período se han localizado los restos de un puente sobre el río Ponsul y trozos de calzadas y puertas romanas. Los hallazgos arqueológicos encontrados se encuentran en depósito en el Museo Lapidar Igeditano António Marrocos y en el Museo de São Dâmaso.

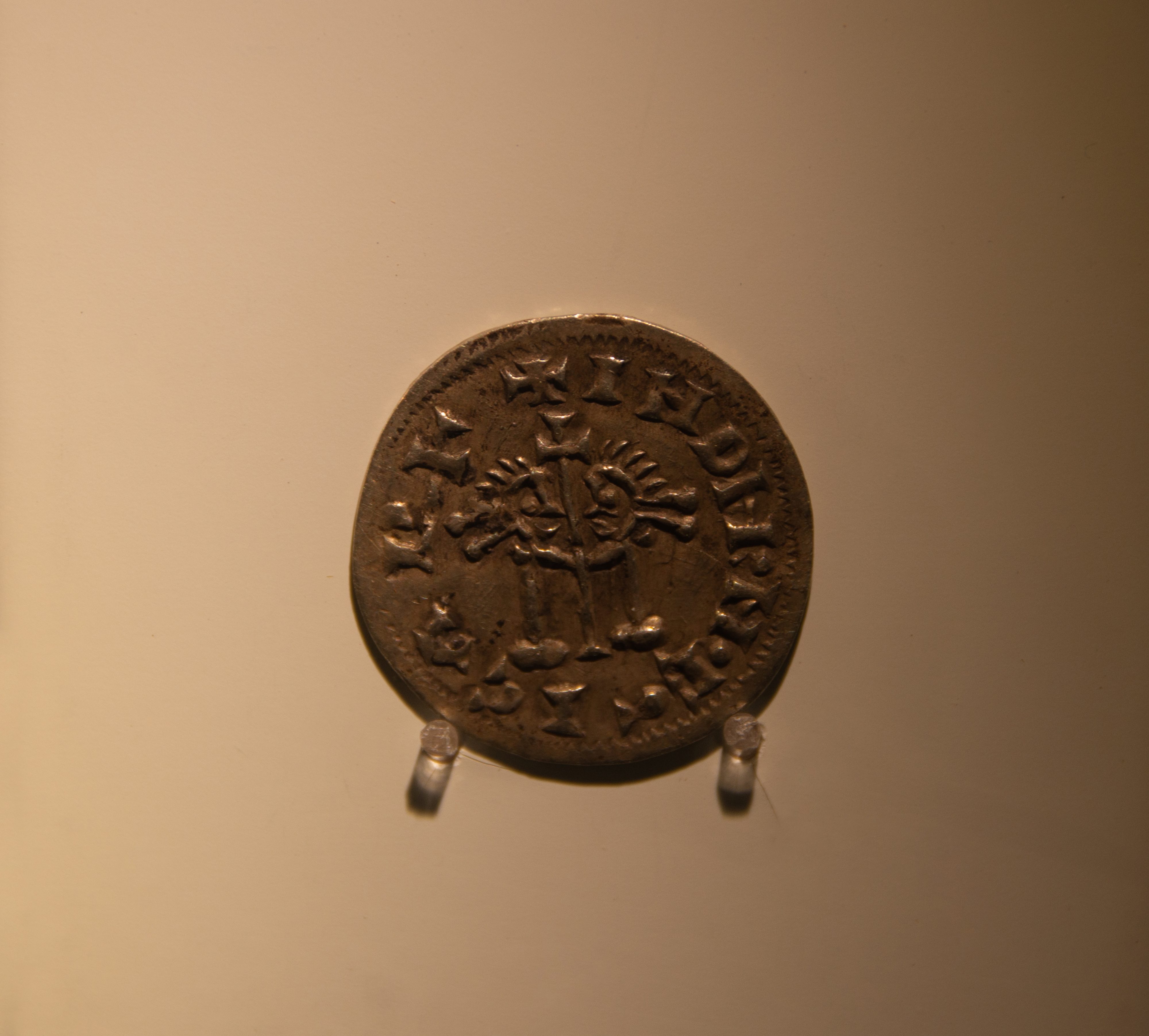
Tremís de oro acuñado en Egitania durante la corregencia de Égica y Witiza.

Los arqueólogos encontraron extramuros una basílica visigótica, un baptisterio paleocristiano y una torre del homenaje que fue edificada en tiempos medievales con los restos de un templo romano.
Con anterioridad, y por los castros localizados, se atribuye a la población un origen celta. Del período visigótico se han hallado gran cantidad de monedas de oro acuñadas en Egitania. Las murallas romanas tienen un perímetro de 750 metros con seis torres semicilíndricas, una rectangular y dos puertas.
Egitania consta como diócesis en las actas del Concilio de Lugo de 569 diócesis que fue trasladada en 1199 a Guarda.
- Datos: Q66764237
- Multimedia: Egitania / Q66764237